# Микола Шпак
Мико́ла Шпак (справжнє ім'я Мико́ла Іполі́тович Шпакі́вський; 23 лютого 1909, Липки – липень 1942, Київ) — український радянський поет, письменник і перекладач, партизан часів Німецько-радянської війни. Член Спілки письменників України, офіцер Червоної армії.
Походив з небагатої селянської родини дрібношляхетського походження. Перші твори почав друкувати в газетах та журналах, підробляв у редакції. У різні роки працював та писав у Києві, Харкові та Запоріжжі. З початком війни виступав по радіо, був фронтовим кореспондентом. Безпосередньо брав участь у боях під Києвом, де потрапив у полон, з якого пізніше утік. На Житомирщині організував підпільну групу опору й партизанський загін, готував бійців. Після провалу підпільної організації перебрався до Києва задля продовження боротьби, проте за доносом зрадника був схоплений та страчений гестапівцями.
Тематика творчості поета різна: Микола Шпак писав про природу та село, людей і життя, закликав до боротьби з німецькими загарбниками, складав дитячі казки. Пробував себе в прозі та художньому перекладі. За життя автора було видано п'ять його збірок. Про творчість митця позитивно відгукувалися сучасники, відомі літератори та критики.

## Життєпис

### Ранні роки

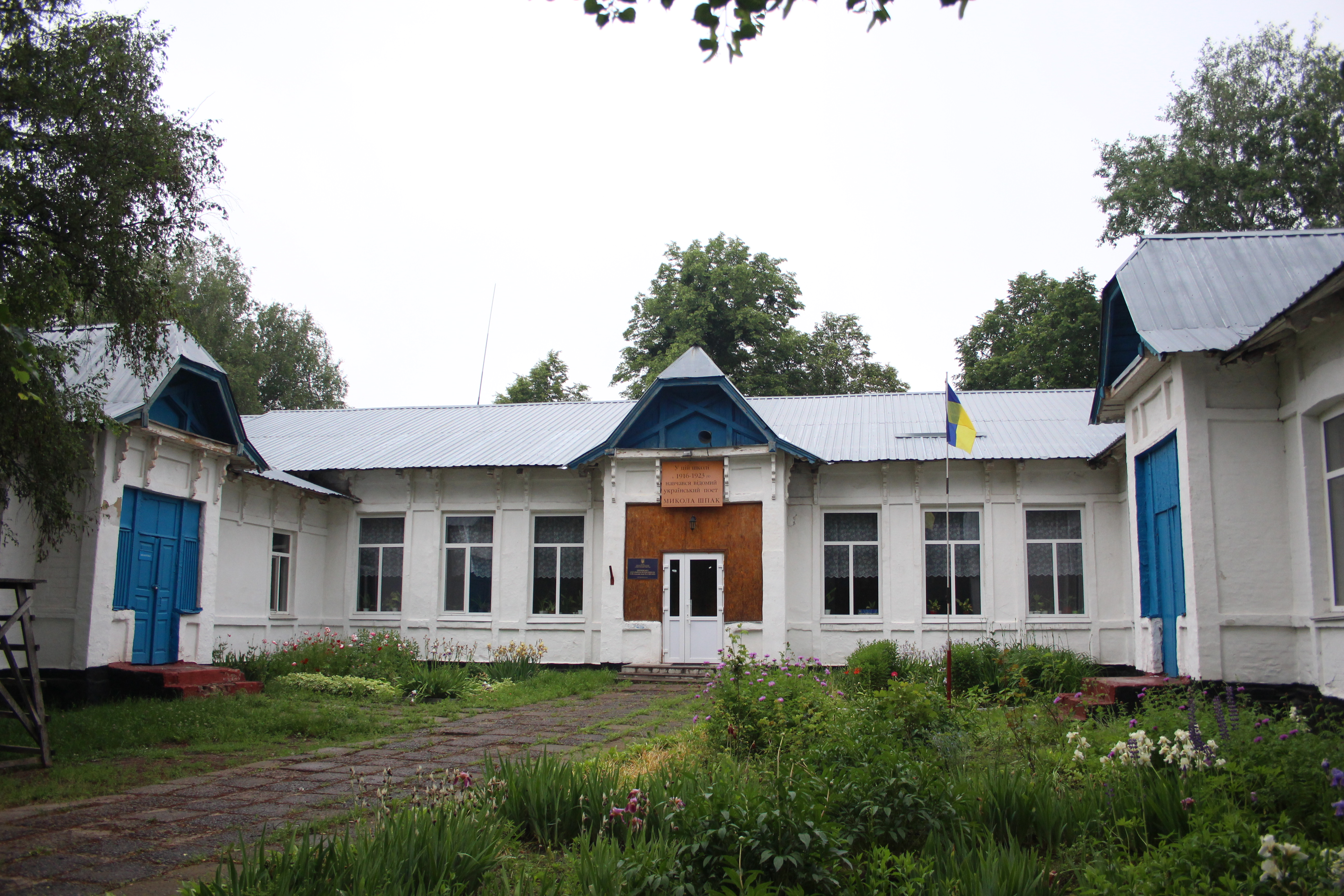
Школа в Липках, де навчався Микола Шпак

Народився 23 лютого 1909 року в селі Липки Ходорківської волості Київської губернії у багатодітній селянській родині. Батько поета був незаможним садівником, мати займалася господарством. Рід Шпаківських мав давнє шляхетське походження і належав до древнього герба Одинець.
Після закінчення Липківської семирічної ремісничої школи в 1926 році вступив до Київської художньо-індустріальної школи (відділ малярства), де навчався близько двох років. Згодом перейшов до Київського сільськогосподарського інституту. Також навчався в Запорізькому інституті профосвіти. Приблизно в ці роки Микола почав друкувати свої вірші в журналах «Молодняк», «Червоний шлях», «Плуг», «Плужанин» та на сторінках інших періодичних видань.
Ще навчаючись в інституті, працював редактором літературної сторінки газети «Молодий більшовик», був відповідальним секретарем журналу «Темпи». 1930 року переїхав до Харкова на постійну роботу в редакції, де зустрів майбутню дружину. З 1931 по 1932 перебував у лавах Червоної армії, готував до друку свою першу поетичну збірку «Поезії» (пізніше перейменована видавництвом на «Наркому рапорт»), яка вийшла у 1933 році в Харкові. Певний час підробляв вантажником. 1933 року перебував у Запоріжжі, співпрацюючи з газетою «Червоне Запоріжжя».

### Період творчості

Микола Шпак

1934 року став членом Спілки письменників України, переїхав до Києва і повністю віддався літературній діяльності. Тут він мешкав з родиною у будинку письменників Роліт (кв. 15). За шість передвоєнних років видавав збірки поезій, багато перекладав і писав твори для дітей. Завідував Всеукраїнським кабінетом робітничого автора при видавництві «Український робітник», підпрацьовував редактором та журналістом.

### Німецько-радянська війна
Початок війни зустрів у Києві, першого ж дня записався у добровольці, отримав зброю і партійний квиток. У перші тижні Микола з групою інших письменників поїхав до Тернополя в розпорядження політвідділу Південно-Західного фронту, звідки частину з них розподілили в різні військові та армійські газети. Поета й решту направили в резерв до Полтави, де він став старшиною. Письменник Микола Шеремет згадував: «Людина м'якої, лагідної вдачі, одягнувши шпалу на петлиці, одразу переродилася… Він став суворим і вимогливим». Після Полтави Шпак недовго перебував у Харкові, а потім повернувся до Києва. Певний час був військовим кореспондентом газети 37-ї армії Південно-Західного фронту, виступав з патріотичними віршами по радіо та перед бійцями.
Будучи офіцером (інтендантом 3-го рангу), брав безпосередню участь у боях на підступах до столиці, але 19 вересня 1941 року в районі Борисполя потрапив у полон, згодом — у Дарницький концтабір. Завдяки допомозі матері Шпаку вдалося втекти, після чого він вирушив на рідну Житомирщину. Після полону поет ледве ходив, але, одужавши, почав гуртувати навколо себе молодих патріотів, організував підпільну групу опору й на її основі партизанський загін «За свободу». Підпільники розгорнули широку агітаційну роботу в Липках та інших селах району: розповсюджували повідомлення радянської влади та вірші поета, залучали до організації нових членів, готувалися до збройної боротьби з ворогом.
У квітні 1942 року стався провал попільнянської підпільної організації, почалися арешти та страти в селі Липки. Партизани на чолі зі своїм керівником з боєм відійшли в ліси. Микола Шпак більше не мав змогу перебувати в рідному селі, тому разом з кількома соратниками вирушив до окупованого Києва, де сподівався на встановлення зв'язку з місцевим підпіллям, прагнув дістати обладнання для друку агітаційних листівок. Проте йому це не вдалося. 19 липня 1942 Миколу Шпака та його товариша Петра Радченка було заарештовано у дворі Роліту за доносом письменника Аркадія Любченка. Поета стратили в катівнях гестапо, місце його поховання невідоме (можливо, у Бабиному яру).

### Особисте життя

Микола Шпак з дружиною Зінаїдою

Наприкінці 1930 року в одній із редакцій Харкова познайомився із Зінаїдою Горбатенко, невдовзі молоді побралися. У шлюбі народилося четверо дітей, єдиний син помер до війни у дитинстві. Після загибелі поета дружина прожила ще 54 роки, вдруге заміж не виходила. Микола Шпак — батько письменниці й літературного критика Тетяни Лебединської (нар. 1937) та заслуженої журналістки і громадянської діячки Неоніли Братунь (1931—2007), яка була дружиною поета і активіста Ростислава Братуня. Сьогодні нащадки поета, яких немало, проживають в різних місцях України та в інших країнах.

## Творчість

### Літературна діяльність
Поет казав, що поштовхом до творчості стали прочитані ним у дитинстві твори Т. Шевченка, І. Франка, О. Пушкіна та інших авторів.
Перші вірші Микола опублікував 1925 року в мелітопольській газеті «Думка». Разом з Ю. Костюком Шпак працював у Запоріжжі над утворенням міжрайонної групи «Молодняку» «Запоріжжя-Дніпрельстан». Певний час входив до літературної організації «ЛОЧАФ», яка працювала під егідою Червоної армії і флоту.
Був знайомий з багатьма письменниками, серед них: В. Сосюра, М. Рильський, П. Усенко, П. Тичина та інші. Товаришував з В. Чкаловим.
До війни вийшли друком збірки поезій «Поезії» (1933), «В дозорі» (1934), «Моя любов» (1936), «Багатство» (1938), «Сила земна» (1940). На початку 1941 року підготував збірку вибраних поезій «Жита красуються», але вона побачила світ вже по смерті поета в 1947. Доробок Шпака у дитячій літературі: «Казка про горе, потоплене в морі», «Сон Захарка», «Казка про лютого царя і мудру вдову». Крім віршів та казок писав поеми. Пробував перо також у прозовому жанрі (оповідання «Вірочка», «Перехресними шляхами») та вдосконалив власну художню стилістику у царині художнього перекладу (перекладав твори В. Маяковського, М. Огарьова, О. Полєжаєва, К. Хетагурова, М. Некрасова, Д. Гофштейна та інших, народні пісні).
Після смерті письменника його вибрані твори виходили в таких виданнях: «Поезії» (1946), «Вибрані поезії» (1950, 1952, 1956, 1967, 1979, 1989, 2009), «Казки» (1955, 1960, 1980), друкувалися в різних часописах. Частина творів Шпака була перекладена російською та іншими мовами, переважно вони з'являються в збірках, присвячених Другій світовій війні та поетам тієї пори.

#### Тематика творів

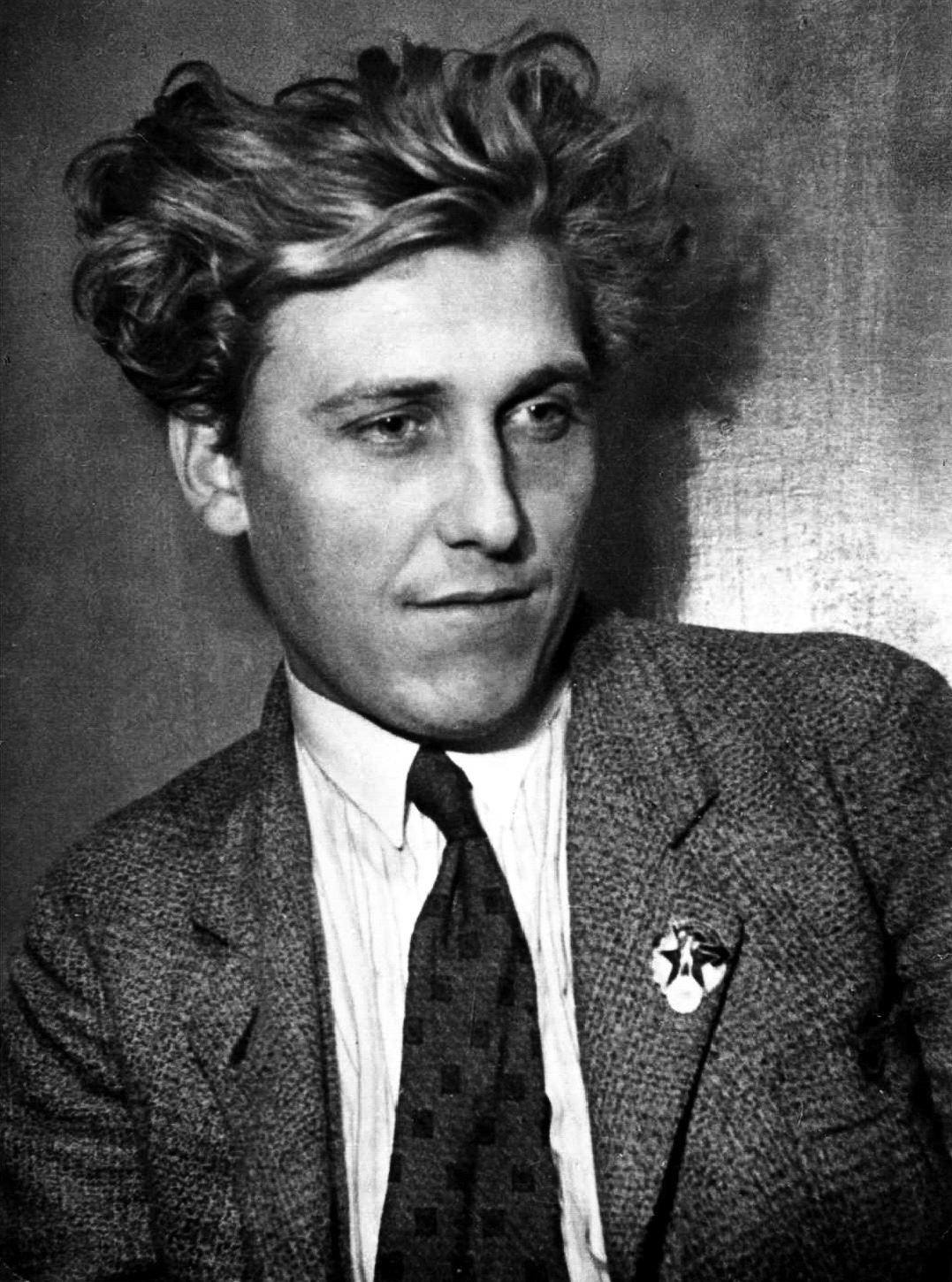
Микола Шпак у 1939 році

Тематика творчості Миколи Шпака у передвоєнні роки різноманітна, але все-таки найкращі твори були написані про рідне село. Липківська земля давала силу й наснагу для творчості поета. У цих віршах він описує батьківський край, неповторну красу української землі та Полісся, звичаї та життя простих людей. Серед них вірші «Квітує жито», «Весна», «Гей, піду до клубу я» та інші, які пізніше увійшли до другої збірки. Часто митець звертається до почуття любові, наприклад у віршах «Співають жайвори у небі…», «Пісня бійця», «Листочок», «Я люблю».

| Квітує жито хвилями під сонцем, Снується співом синя далина. Орем на пар. Лоскоче радість серце... Шумує буйно літо на ланах. |
| — Вірш "Квітує жито", 1928 р.                                                                                                 |

| Топчу щасливо путь шовкову, Під ноги – проліски весни. Мене зустрінеш край діброви, Щоб вічно я тобою снив. |
| — Вірш "Співають жайвори у небі...", 1936 р.                                                                |

Багато уваги М. Шпак приділяв так званій «виробничій темі», у таких творах поет зображує працьовитих земляків. Свої вірші він писав, стилізуючи під народну пісню чи послання, використовував розмовні інтонації, прагнув максимально наблизити до широкого загалу читачів, зробити зрозумілими кожному.
Під час війни Шпак закликав до боротьби з нацистами своїми полум'яними віршами. Його твори в той час поширювались під псевдонімом Пилип Комашка. Їх читали і вчили напам'ять. У них поет уславлює своїх мужніх побратимів, які до останньої краплини крові воюють з загарбниками, просто і ясно показує злочини нацизму, закликає боротися з ворогом. У воєнний період написані вірші «До зброї!», «Забирають підлі німці хліб», «На німецьку відозву…» та інші. Відомо, що більша частина робіт тієї доби збереглася завдяки тому, що була таємно передана жінці письменника.

| Піднімайсь, народ! До зброї! Враз позбудемось лихої Долі рабської, тюрми! Піднімайсь, народ, з пітьми! |
| — Вірш "До зброї!", 31.I.1942 р.                                                                       |

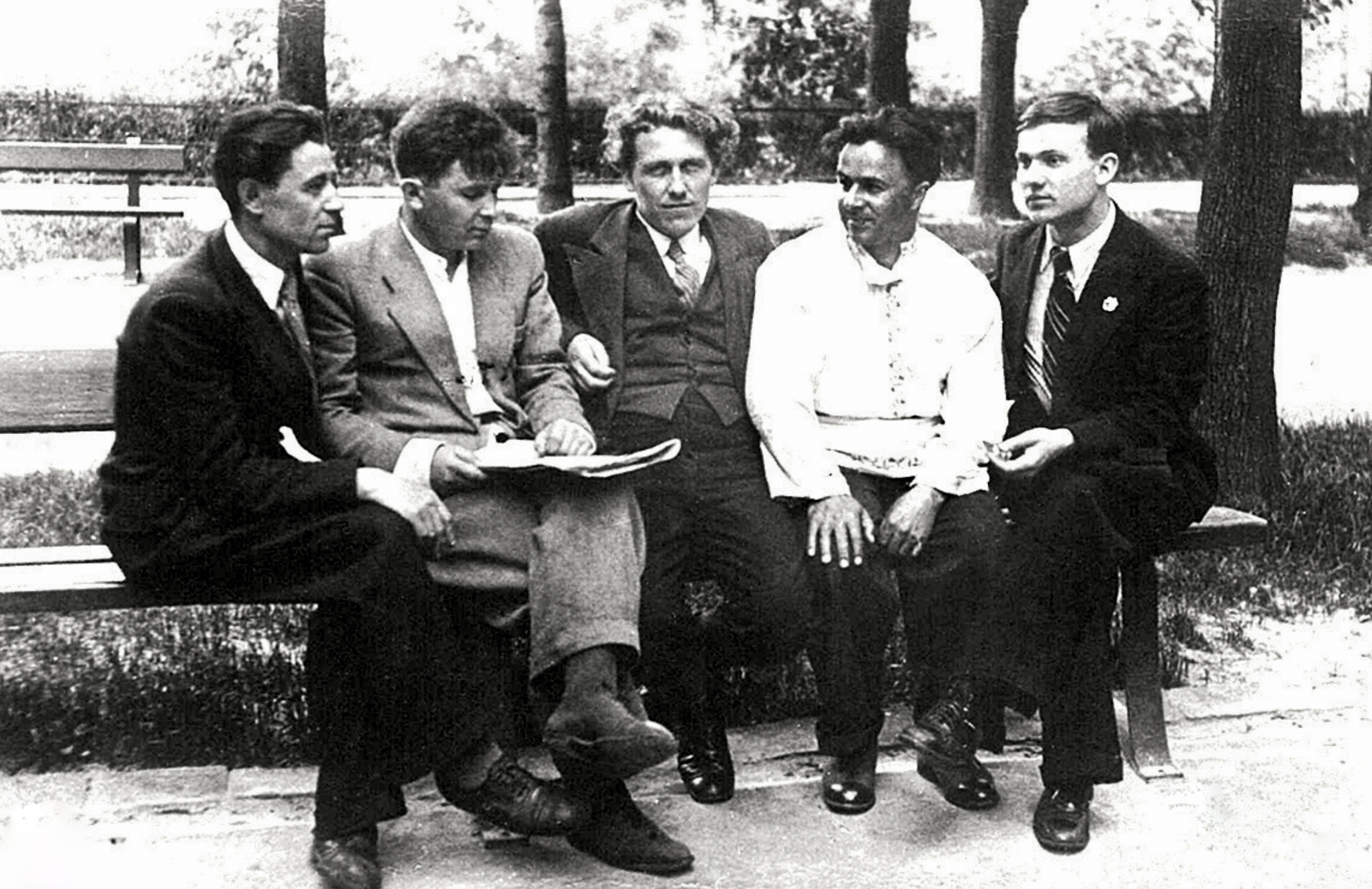
Микола Шпак з друзями-письменниками. Зліва направо: Ю. Гундич, Є. Фомін, М. Шпак, А. Шиян, О. Новицький. Київ, 22 червня 1941 р.

У свою чергу, автор вірить у щасливе вільне повоєнне життя, у те, що перемога на стороні українців. Останні вірші, написані в травні-червні 1942 року, сповнені трагізму: поет звертається до дружини, ніби передчуваючи свою загибель.

| Я в братській буду, Зіно, Лежати поміж кленів... Ти так хотіла сина, Похожого на мене. |
| — Вірш "Бажання", 10.V.1942 р.                                                         |

Максим Рильський писав про поета так: «Син садівника із села Липки на Житомирщині, він усе своє коротке життя зберігав кровний зв'язок з землею, з природою.., виявив себе як уроджений і тонкий пейзажист…»
Микола Сингаївський зазначив: «Справжня поезія народжується на щодень і для вічності. Такий шлях судився кращим творам Миколи Шпака… Життя поета стало мужньою піснею. І нині вона у вдячних серцях нащадків, у незглибимій пам'яті народу.»

#### Прижиттєві збірки
- 1933 — Поезії (Наркому рапорт)
- 1934 — В дозорі
- 1936 — Моя любов
- 1938 — Багатство
- 1940 — Сила земна

### Образотворче мистецтво
Неабиякі здібності до малювання хлопець виявив ще під час навчання в школі. Саме вони й привели майбутнього поета в 1927 році до Київської художньо-індустріальної школи, куди, маючи талант, він був зарахований до «безплатної категорії». Як тільки випадала можливість, Микола охоче брав етюдник і йшов, як він казав, «на побачення з красунею природою».
Віра Єніна, з якою поет здружився на пленері, згадувала Шпака так: «Коли помітила юнака з картоном у руках, мало не випустила мольберт від здивування — що за фарби! Здавалося, невеличкий картончик розширився од того сонячного живопису. Хоч не вистачало міцного рисунка, але фарби він відчував так тонко, що міг видавати з тих немудрих цільних тюбиків, що були в етюднику, несподівано цікаві сполучення кольорів».
Під час німецької окупації значна частина альбомів і етюдів митця, як і віршів, була втрачена, а до наших днів дійшло не більше двох картин.

## Нагороди та вшанування пам'яті

Меморіальна дошка М. Шпакові на будинку письменників Роліт у Києві

- Іменем Миколи Шпака названа одна з вулиць в Липках та Липківська загальноосвітня школа І-ІІІ ступенів, де створена меморіальна кімната-музей. На фасаді школи встановлено меморіальну та пам'ятну дошки.
- 1957 рік — у м. Києві назвали вулицю іменем Миколи Шпака, а пізніше, 1973 року, на будинку, де він жив, встановили меморіальну дошку. 29 травня 2022 року одна з дошок в Києві була розбита вандалами[14].
- 1961 рік — Миколу Шпака посмертно нагороджено медаллю «За оборону Києва».
- 1967 рік — засновано обласну премію імені М. Шпака, присуджувалася вона представникам творчої молоді[15].
- У 1979 році відбулися урочистості з нагоди 70-річчя від дня народження Миколи Шпака. У світ вийшла збірка «Ти будеш жить між нас», до якої увійшли вірші, проза, літературні есе та висловлювання критиків присвячені пам'яті поета і написані відомими діячами культури та сучасниками[9]. Випущено пам'ятний знак та інші сувеніри.
- 1997 рік — Миколі Шпакові посмертно присуджено Міжнародну премію ім. С. Гулака-Артемовського за «високу поетичну майстерність та активну партизанську боротьбу проти нацизму в роки Великої Вітчизняної війни»[5].
- У вересні 2009 року в Липках відзначили століття від дня народження поета[13][16].
- У липні 2024 року до 115-річчя Миколи Шпака вийшла найповніша книга про поета, до неї увійшли вибрані поезії, вперше були опубліковані поеми, проза і листи митця, подано спогади та вірші про нього. Упорядкували видання донька письменника Тетяна Лебединська і сучасний поет Ярослав Каюк[17].
- Український селекціонер Йосип Магомет вивів сорт яблуні «Микола Шпак» та жоржину «Поет-партизан Микола Шпак»[3].
- Володимир Івасюк присвятив поету пісню «Юнацька балада» (1985)[18].